# Чемпіонат Львівського окружного футбольного союзу 1938—1939
Чемпіонат Львівського окружного футбольного союзу 1938/1939 років (пол. Mistrzostwo Lwowskiego Związku Okręgowego Piłki Nożnej) — футбольні змагання команд, що входили до Львівського окружного футбольного союзу. Проходив за системою осінь-весна.
Переміг «Юнак» (Дрогобич), здобувши право на участь у турнірі за право виходу до Ліги (найвищого дивізіону чемпіонату Польщі).
Таблиця станом на 15 червня 1939 року, за один тур до закінчення турніру за даними газети Przegląd sportowy.
| м  | команда                | ігри | очки | м'ячі |
| 1  | «Юнак» (Дрогобич)      | 22   | 33   | 61:27 |
| 2  | «Україна» (Львів)      | 23   | 29   | 59:35 |
| 3  | «Чарні-2» (Львів)      | 23   | 27   | 43:33 |
| 4  | «Лехія» (Львів)        | 23   | 25   | 33:40 |
| 5  | «Погонь» ІВ (Львів)    | 23   | 24   | 49:42 |
| 6  | ЖКС/«Гасмонея» (Львів) | 23   | 24   | 31:30 |
| 7  | «Ресовія» (Ряшів)      | 24   | 23   | 32:44 |
| 8  | «Полонія» (Перемишль)  | 22   | 20   | 36:48 |
| 9  | «Сян» (Перемишль)      | 23   | 20   | 30:47 |
| 10 | «Корона» (Самбір)      | 23   | 20   | 38:64 |
| 11 | «Погонь» (Стрий)       | 23   | 18   | 44:39 |
| 12 | RKS (Львів)            | 23   | 18   | 23:29 |
| 13 | WKS (Ярослав)          | 23   | 16   | 35:42 |

Сучасні польські футбольні ресурси подають остаточний варіант турнірної таблиці з певними відмінностями у її середній та нижній частинах.
| м  | команда               | ігри | очки | м'ячі |
| 1  | «Юнак» (Дрогобич)     | 24   | 36   | 65:35 |
| 2  | «Україна» (Львів)     | 24   | 31   | 65:37 |
| 3  | «Чарні» (Львів)       | 24   | 27   | 43:34 |
| 4  | «Погонь» ІВ (Львів)   | 24   | 26   | 50:42 |
| 5  | «Гасмонея» (Львів)    | 24   | 26   | 32:30 |
| 6  | «Лехія» (Львів)       | 24   | 24   | 31:34 |
| 7  | «Погонь» (Стрий)      | 24   | 22   | 52:49 |
| 8  | «Ресовія» (Ряшів)     | 24   | 22   | 41:47 |
| 9  | «Сян» (Перемишль)     | 24   | 22   | 32:47 |
| 10 | «Полонія» (Перемишль) | 24   | 21   | 39:51 |
| 11 | RKS (Львів)           | 24   | 20   | 27:31 |
| 12 | «Корона» (Самбір)     | 24   | 19   | 38:70 |
| 13 | WKS (Ярослав)         | 24   | 16   | 35:43 |